# 佩拉杰群岛
佩拉杰群岛（義大利語：Isole Pelagie）位于地中海中部，地处马耳他、突尼斯和意大利的西西里岛之间，行政上属于意大利阿格里真托省蘭佩杜薩和利諾薩市鎮。群岛主要由兰佩杜萨岛、利诺萨岛和无人居住的兰皮奥内岛组成。最大岛屿兰佩杜萨岛为意大利领土最南端，距非洲大陆仅113公里。地理上位于突尼斯东海岸海蚀台地的东缘。